# Groń (Kleine Pieninen)
Der Groń ist ein Berg in den polnischen Kleinen Pieninen, einem Gebirgszug der Pieninen, mit 687 Metern Höhe über Normalnull.

## Lage und Umgebung
Der Groń liegt im Hauptkamm der Pieninen. Nördlich des Gipfels liegt der Dunajec-Durchbruch.

## Tourismus
Der Gipfel liegt außerhalb des polnischen Pieninen-Nationalparks.

### Routen
Markierte Routen führen von Szczawnica nach Sromowce Niżne:
- ▬ der rot markierte Pieninenweg verläuft unterhalb des Gipfels.